# Xestochironomus aisenensis
Xestochironomus aisenensis är en tvåvingeart som beskrevs av Andersen och Kristoffersen 1999. Xestochironomus aisenensis ingår i släktet Xestochironomus och familjen fjädermyggor. Inga underarter finns listade i Catalogue of Life.